# Natalia Streignard
Natalia Streignard  (Madrid, Spanyolország, 1970. szeptember 9. –) spanyol-venezuelai színésznő.

## Élete
1970. szeptember 9-én született Madridban. Karrierjét 1993-ban kezdte. 2002-ben főszerepet játszott az Édes dundi Valentína című telenovellában. 2004-ben Ariana szerepét játszotta az Anita, a bűbájos bajkeverőben. 2005-ben főszerepet játszott a La Tormenta című sorozatban.

## Magánélete
1999-ben feleségül ment Mario Cimarro színészhez, 2006-ban elváltak. 2008. szeptember 27-én hozzáment Donato Calandriellóhoz. 3 gyermekük van: Jacques, aki  2011. január 13-án született; Gia, aki 2014. június 16-án született és Gianni, aki 2017. január 9-én született.

## Filmográfia
| Év        | Cím                                               | Szerep                                                           | Magyar hang   |
| --------- | ------------------------------------------------- | ---------------------------------------------------------------- | ------------- |
| 2008      | El juramento                                      | Andrea Robles Conde de Landeros                                  |               |
| 2005–2007 | Decisiones                                        | Laura/Raquel                                                     |               |
| 2005      | La tormenta                                       | María Teresa Montilla                                            |               |
| 2004      | Anita, a bűbájos bajkeverő (¡Anita, no te rajes!) | Ariana Dupont Aristizábal de Contreras                           | Hámori Eszter |
| 2002–2003 | Édes dundi Valentina (Mi Gorda Bella)             | Valentina Villanueva Lanz de Villanueva/Bella de la Rosa Montiel | Árkosi Kati   |
| 2001      | La Niña de mis ojos                               | Isabel Díaz Antoni                                               |               |
| 2001      | Soledad                                           | Deborah Gutiérrez                                                |               |
| 2000      | Mi destino eres tú                                | Sofía Devesa Leyva                                               |               |
| 1998      | Életem asszonya (La mujer de mi vida)             | Bárbara 'Barbarita' Ruiz de Montesinos                           |               |
| 1996      | Csábító napsugár (Sol de tentación )              | Sol Romero                                                       |               |
| 1995      | Dulce enemiga                                     | María Laura Andueza                                              |               |
| 1993      | Pedacito de cielo                                 | Angelina                                                         |               |